# تشارلز أ. أو. ماكليلان
تشارلز أ. أو. ماكليلان هو قاضي ومحامي وسياسي أمريكي، ولد في 25 مايو 1835 في آشلاند في الولايات المتحدة، وتوفي في 31 يناير 1898. نشط حزبياً في الحزب الديمقراطي. وقد انتخب عضو مجلس النواب الأمريكي ‏.